# Eleanor Robson
Eleanor Robson (1969) é uma arqueologista especializada em história da ciência. É a autora ou co-autora de diversos trabalhos sobre a cultura mesopotâmica e história da matemática. Em 2003 recebeu o Prêmio Lester R. Ford por seus trabalhos sobre a Plimpton 322 e em 2011 com a publicação do livro Mathematics in Ancient Iraq: A Social History recebeu o Prémio Pfizer.